# Sulfate de rubidium
Le sulfate de rubidium, de formule Rb2SO4, est un sel formé par la combinaison de deux cations rubidium (Rb+) et d'un anion sulfate (SO42−).

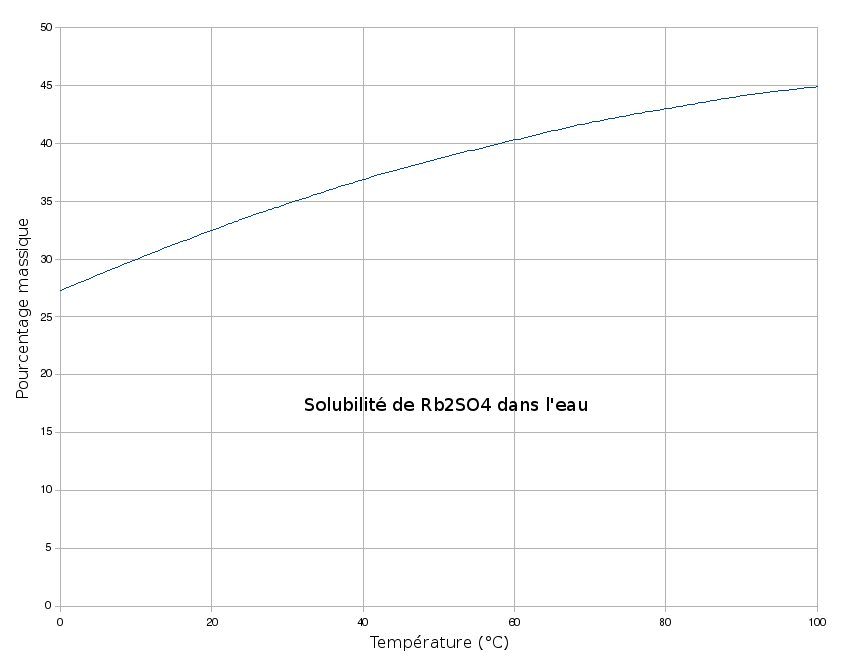
Solubilité dans l'eau